# Первое Мая (Моргаушский район)
Пе́рвое Ма́я (чув. Пĕрремĕш Май выççăлки) — выселок в Моргаушском районе Чувашской Республики. Входит в состав Юнгинского сельского поселения.

## География
Находится в северо-западной части Чувашии, на расстоянии приблизительно 7 км на северо-запад по прямой от районного центра села Моргауши.

## История
Известен с 1939 года, когда было отмечено 257 жителей, в 1979 — 188. В 2002 году было 56 дворов, в 2010 — 54 домохозяйства. В 1930 году был образован колхоз «1 Мая», в 2010 действовало ООО «ВаСин».

## Население
| 2010 | 2012 |
| ---- | ---- |
| 164  | ↗170 |

Постоянное население составляло 161 человек (чуваши 99 %) в 2002 году, 164 — в 2010.